# El Campo de Peñaranda
El Campo de Peñaranda es un municipio y localidad española de la provincia de Salamanca, en la comunidad autónoma de Castilla y León. Se integra dentro de la comarca de la Tierra de Peñaranda. Pertenece al partido judicial de Peñaranda.
Su término municipal está formado por la localidad de El Campo de Peñaranda y por los despoblados de Aldeayuste y Riolobos, ocupa una superficie total de 45,20 km² y según los datos demográficos recogidos por el INE en el año 2017, cuenta con una población de 271 habitantes.

## Historia
Su fundación se remonta a la repoblación efectuada por los reyes de León en la Edad Media, quedando integrado en el cuarto de Villoria, dentro de la jurisdicción de Salamanca y el Reino de León, denominándose entonces simplemente El Campo. Con la creación de las actuales provincias en 1833, El Campo quedó encuadrado en la provincia de Salamanca, dentro de la Región Leonesa, formando parte del partido de Peñaranda de Bracamonte, localidad de la que cogió su apellido para no confundirse con otras localidades de la provincia como El Campo de Ledesma.

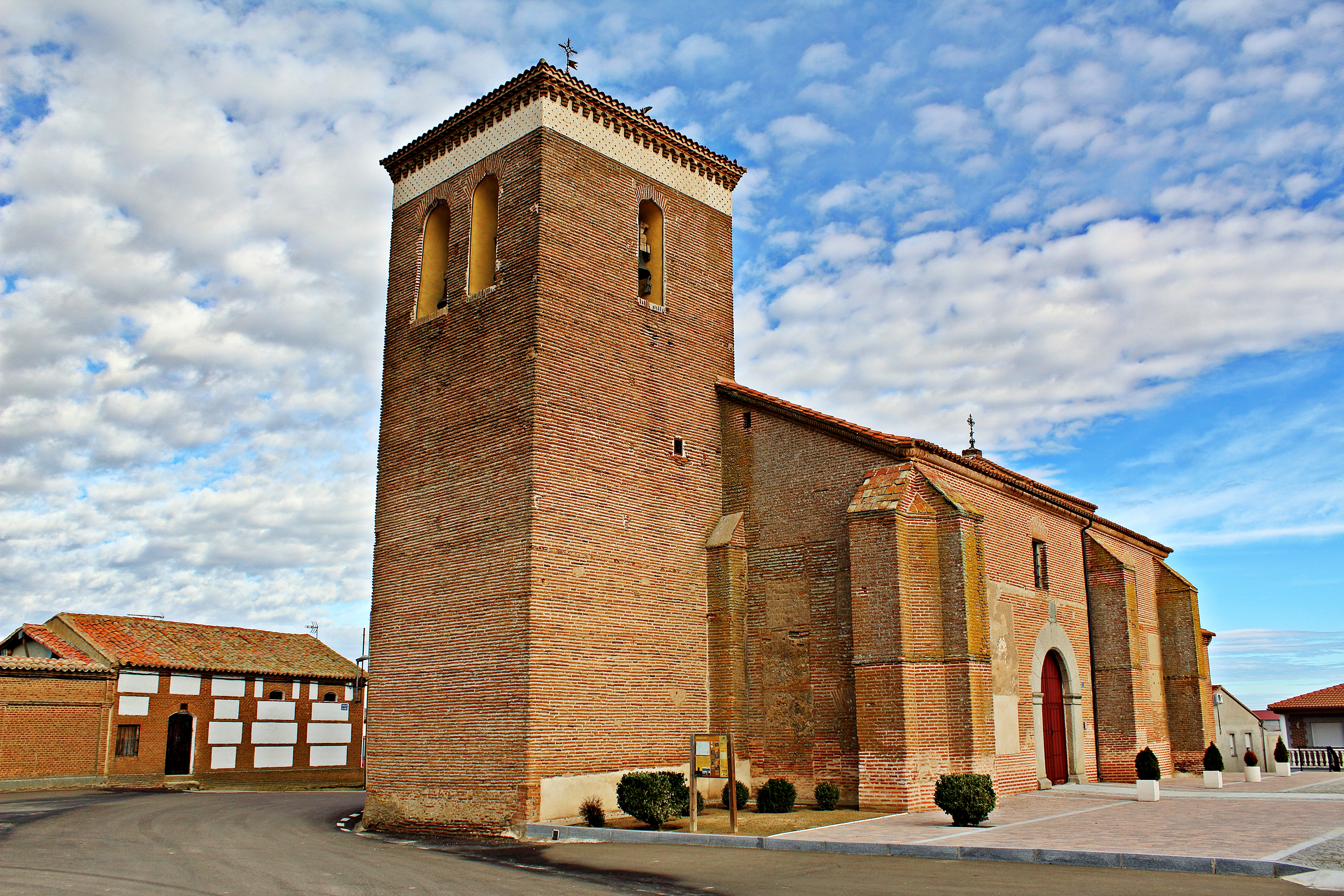
Iglesia parroquial de Nuestra Señora de la Asunción.

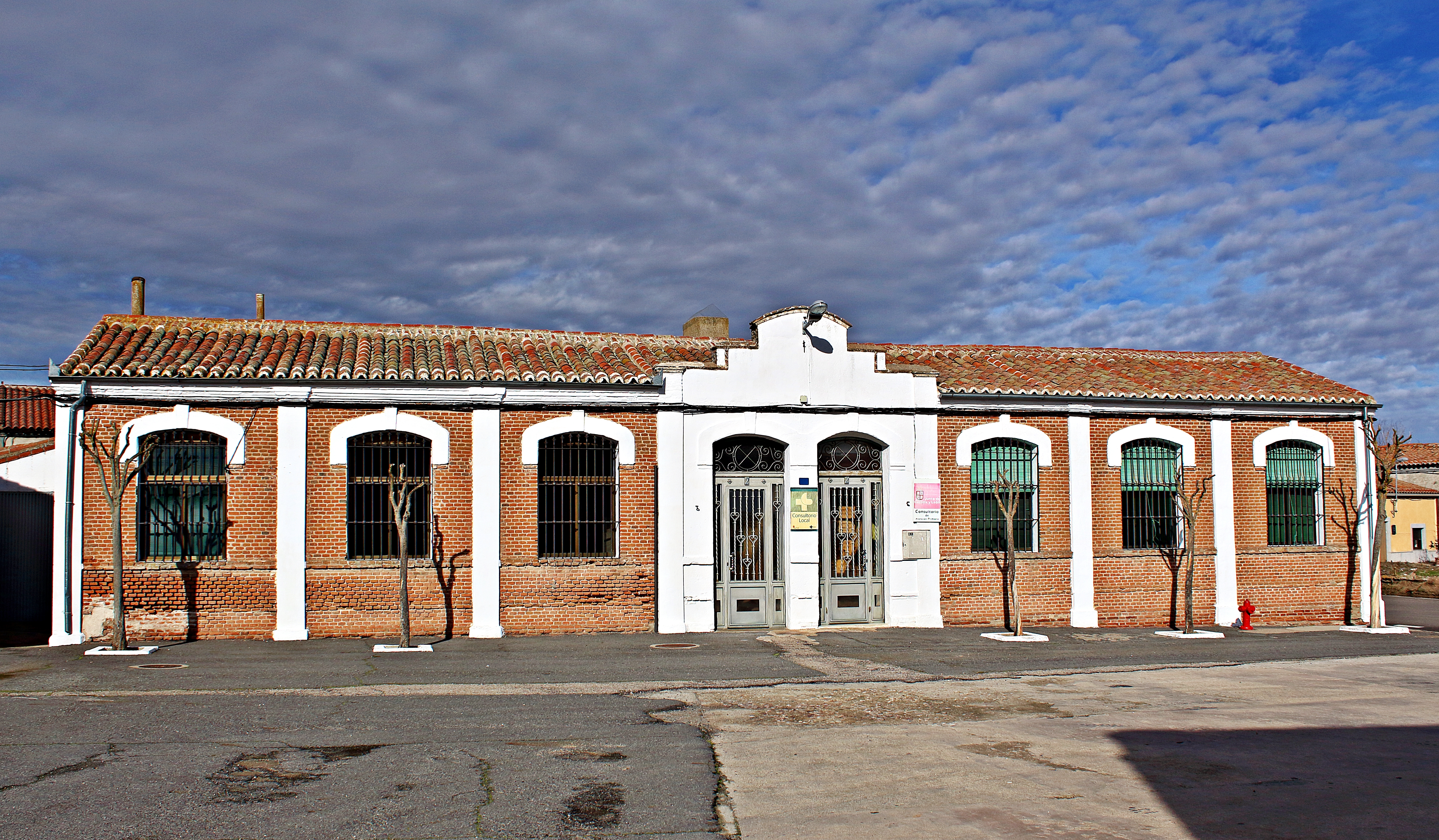
Consultorio de atención primaria.

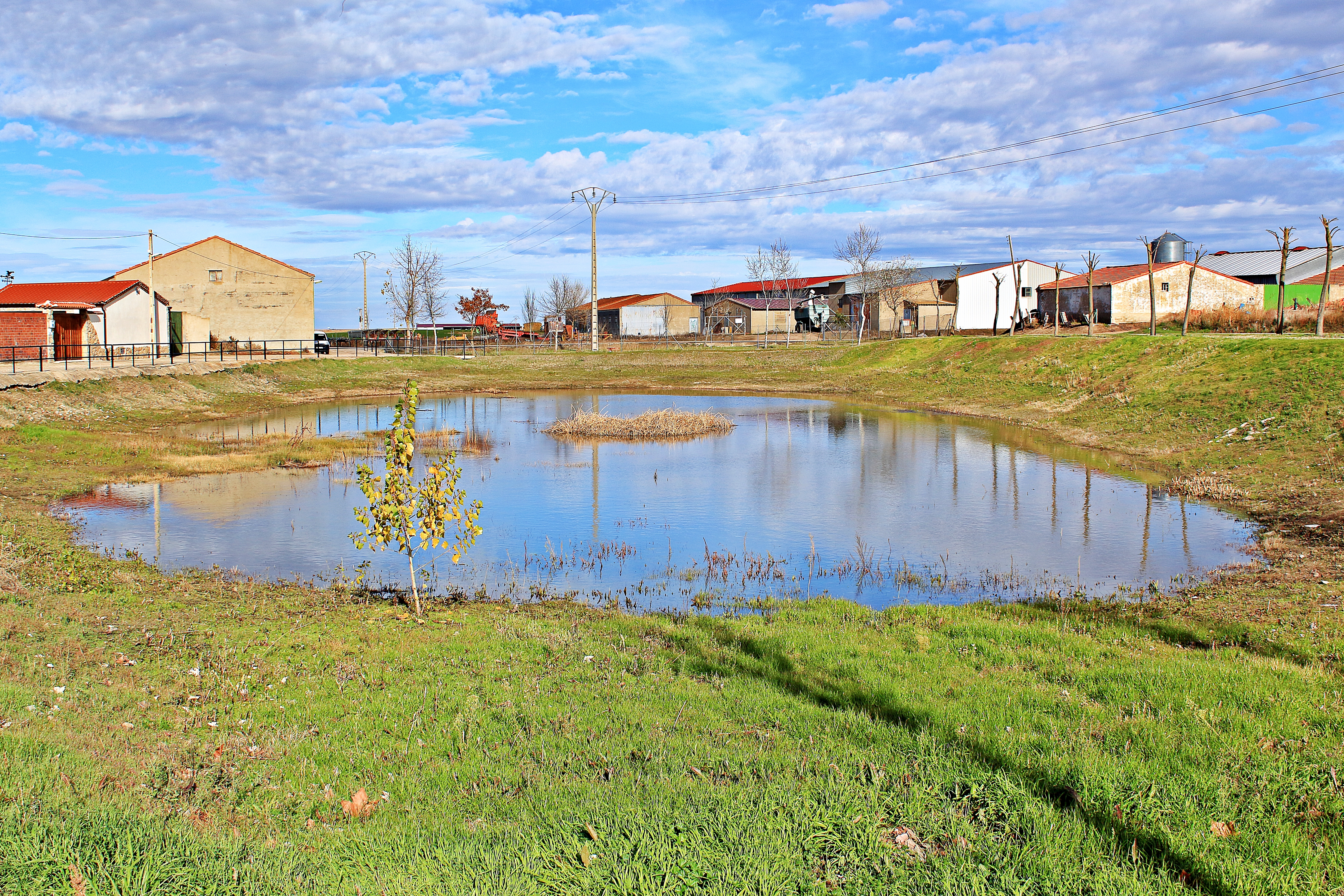
Humedal Charco Lozano.

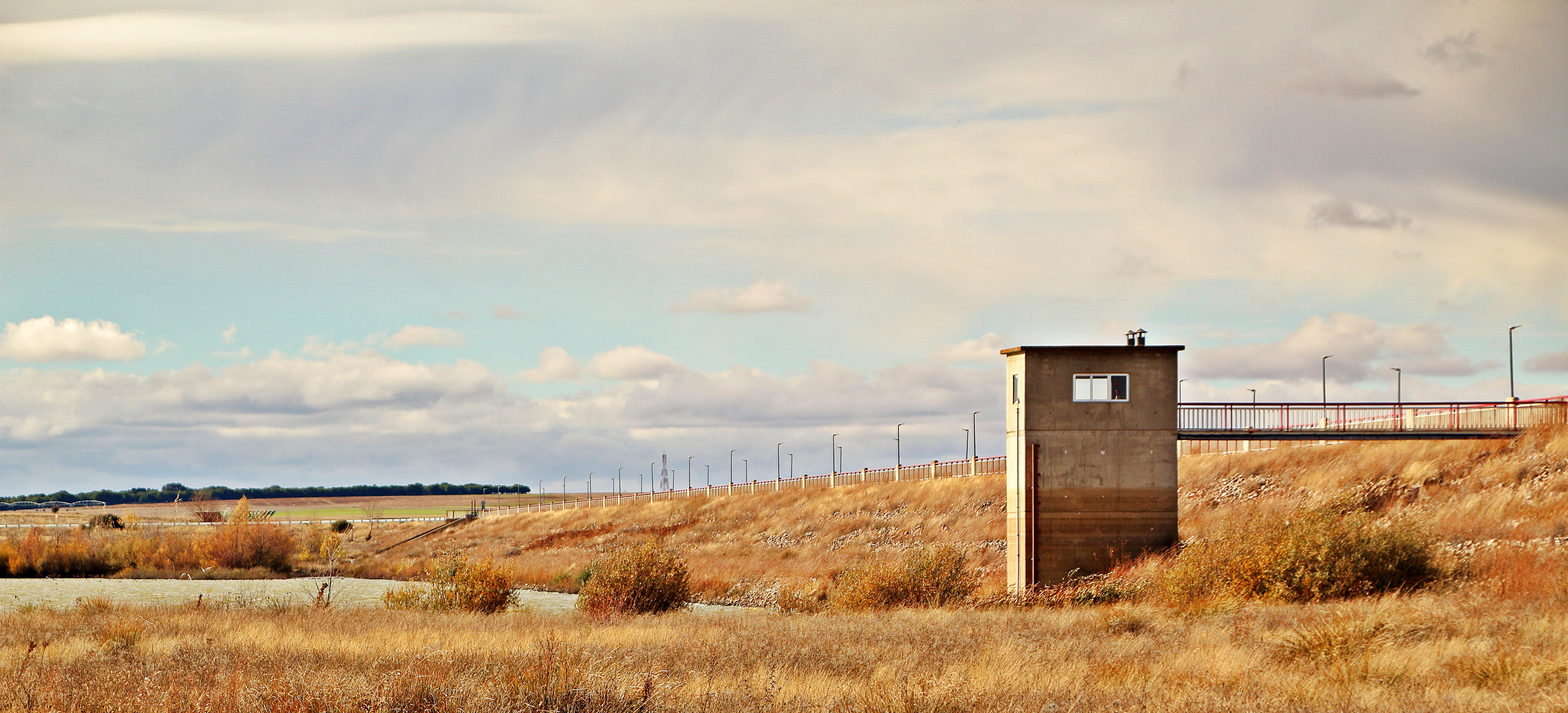
Pantano del Azud de Río Lobos.

## Geografía humana

### Demografía
Cuenta con una población de 250 habitantes (INE 2024).
| Gráfica de evolución demográfica de El Campo de Peñaranda entre 1842 y 2021                                           |
| |
| Población de derecho según los censos de población del INE. Población de hecho según los censos de población del INE. |

### Núcleos de población
El municipio se divide en varios núcleos de población, que poseían la siguiente población en 2015 según el INE.
| Núcleo de población   | Población |
| --------------------- | --------- |
| El Campo de Peñaranda | 278       |
| Riolobos              | 0         |
| Aldeayuste            | 0         |

## Monumentos y lugares de interés

### Iglesia parroquial de Nuestra Señora de la Asunción
En la plaza, hoy pavimentada, se alza la iglesia, dedicada a la Asunción de Nuestra Señora, que la da prestancia y centralidad. Por su altura y sobre todo por su torre sobresale y puede divisarse desde toda la comarca.
El exterior es de ladrillo, construcción típica de estas tierras. Son interesantes las dos portadas, muy bella la orientada hacia el norte, hoy por cierto sin uso, y en parte cubierta por la capilla de la Anunciación, construida en el siglo XVIII, toda ella de piedra arenisca. Tiene mucho más interés su interior que contrasta con la sencillez exterior. 
Resuelve el espacio interior en tres naves separadas por arcos carpaneles y columnas renacentistas con fuste acanalado y en el tercio bajo relleno de medios caños. Los capiteles con volutas y tema floral en los cuatro ángulos. Parece que fue realizada por Martín Navarro entre 1560 y 1570.
La torre y la sacristía fueron construidas por Juan Burgueño a finales del mismo siglo XVI (1594). Destacan en ambas cornisas con modillones escaleriformes que dan cierta gracia y rompen la monotonía.
El interior de la iglesia está cubierto por bóvedas de lunetas y aristas.

## Administración y política
| Partido político                         | 2019  | 2019  | 2019       | 2015  | 2015  | 2015       | 2011  | 2011  | 2011       | 2007  | 2007  | 2007       | 2003  | 2003  | 2003       |
| Partido político                         | %     | Votos | Concejales | %     | Votos | Concejales | %     | Votos | Concejales | %     | Votos | Concejales | %     | Votos | Concejales |
| Partido Socialista Obrero Español (PSOE) | 55,30 | 120   | 4          | 62,22 | 140   | 5          | 56,81 | 146   | 4          | 60,44 | 165   | 4          | 64,34 | 184   | 5          |
| Partido Popular (PP)                     | 42,86 | 93    | 3          | 36,44 | 82    | 2          | 42,41 | 109   | 3          | 37,73 | 103   | 3          | 34,27 | 98    | 2          |